# Otto Robert Frisch
Otto Robert Frisch   (Viena, 1 d'octubre de 1904 - Cambridge, 22 de setembre de 1979) va ser un físic britànic nascut a Àustria que va treballar en física nuclear. Amb Otto Stern i Immanuel Estermann, va mesurar primer el moment magnètic del protó. Amb la seva tia, Lise Meitner, va avançar la primera explicació teòrica de la fissió nuclear (encunyant el terme) i va detectar per primer cop experimentalment els subproductes de la fissió. Més tard, amb el seu col·laborador, Rudolf Peierls,  va dissenyar el primer mecanisme teòric per a la detonació d'una bomba atòmica l'any 1940. Liderant els experiments de Los Alamos Critical Assemblys el 1945, va supervisar la primera criticitat ràpida del món al dispositiu Dragon.

## Biografia
Otto Robert Frisch va néixer a Viena l'any 1904 en una família jueva, fill de Justinian Frisch, un pintor, i d'Auguste Meitner Frisch, un concertista de piano. Ell mateix tenia talent en tots dos, però també compartia l'amor per la física de la seva tia materna Lise Meitner i va començar un període d'estudis a la Universitat de Viena, on es va graduar el 1926 amb un treball sobre l'efecte de l'electró recentment descobert sobre les sals.
Després d'uns anys treballant en laboratoris relativament obscurs a Alemanya, Frisch va obtenir una posició a Hamburg sota el premi Nobel de científic Otto Stern . Aquí va produir treballs sobre la difracció d'àtoms (utilitzant superfícies cristal·lines) i també va demostrar que el moment magnètic del protó era molt més gran del que s'havia suposat anteriorment.
L'accés d'Adolf Hitler a la cancelleria d'Alemanya el 1933 va fer que Otto Robert Frisch prengués la decisió de traslladar-se a Londres, on es va incorporar al personal del Birkbeck College i va treballar amb el físic Patrick Maynard Stuart Blackett en la tecnologia de la cambra núvol i la radioactivitat artificial. Va seguir amb una estada de cinc anys a Copenhaguen amb Niels Bohr, on es va especialitzar cada cop més en física nuclear, particularment en física de neutrons. L'any 1933 descobrí junt amb Otto Stern l'anormalitat del moment magnètic dels protons.
L'any 1938 va rebre la notícia que Otto Hahn i Fritz Strassmann a Berlín havien identificat mitjançant un experiment en el nucli de l'urani l'element bari. Otto Hahn va rebre el Premi Nobel pel descobriment de la fissió nuclear.
Amb l'arribada de la Segona guerra Mundial Otto Robert Frisch junt amb el físic Rudolf Peierls va escriure el memoràndum Frisch-Peierls que es considera el primer document tècnic que descriu com es pot fer una bomba nuclear amb urani isòtop 235. Aquest memoràndum va donar la base pel projecte britànic de construir una bomba nuclear i també del Manhattan Project als Estats Units on va treballar. Otto Robert Frisch va rebre la ciutadania britànica el 1943.
El 1946 tornà a Anglaterra i va passar 30 anys sent professor a Cambridge com "Jacksonian Professor of Natural Philosophy and fellow" del Trinity College.
Es va retirar de la càtedra l'any 1972 tal com exigeix la normativa de la Universitat. Va morir el 22 de setembre de 1979.

## Obres
- Products of Fission of the Uranium Nucleus. a: Nature. 143, 1939, S. 471f. (amb Lise Meitner)
- Meet the Atom.
- Progress in Nuclear Physics. 4 Bände. 1950-1955. 1947
- Atomic Physics Today. 1961
- Die Elementarteilchen der Physik. Westdeutscher Verlag, Köln/Opladen 1963
- Working with Atoms. 1965
- Profession in Nuclear Physics. 1950-65 (Hg.)
- What Little I Remember. 1979 
  - dt. Ausgabe: Woran ich mich erinnere. Physik und Physiker meiner Zeit. Wissenschaftliche Verlagsgesellschaft, Stuttgart 1981, ISBN 3-8047-0614-2